# Patricia St. John
Patricia Mary St. John (ur. 5 kwietnia 1919, zm. 16 sierpnia 1993) – brytyjska protestancka misjonarka i pisarka. Najbardziej znana jako autorka utworów literackich dla dzieci, zawierających chrześcijańskie przesłanie.

## Biografia
.
Pod koniec życia zamieszkała w Canley w Coventry, gdzie prowadziła zajęcia biblijne dla dzieci. Zmarła 16 sierpnia 1993 roku z powodu problemów z sercem.
Jest autorką licznych publikacji, w których przeważały utwory dla dzieci, zawierające chrześcijańskie ewangeliczne przesłanie. Do najbardziej znanych należą Tajemnica Dzikiego Boru, Skarby śniegu, Tajemnica Bażanciej Chatki. Oprócz książek dla dzieci jest autorką utworów biograficznych oraz historycznych.

## Twórczość literacka

### Biografie
- Harold St. John  (1962) (biografia Harolda "Harry" St. Johna, ojca autorki)
- R. Hudson Pope: A Biography, (1967) (biografia R. Hudsona Pope'a)
- Man of Two Worlds: The Life of Ken Moynagh, (1976) (biografia Kena Moynagha)
- Until the Day Breaks: The Life and Work of Lilias Trotter, Pioneer Missionary to Muslim North Africa, (1990) (biografia Lilias Trotter)
- Patricia St. John Tells Her Own Story, (1995) (alternatywny tytuł An Ordinary Woman's Extraordinary Faith) (autobiografia) – polski tytuł: Autobiografia

### Powieści i opowiadania
- The Tanglewood's Secret, (1948) – polski tytuł: Tajemnica Starego Boru
- Treasures of the Snow (1950) – polski tytuł: Skarby śniegu
- Star of Light (1953) – polski tytuł: Świetlista gwiazda
- The Secret of the Fourth Candle (1981) – polski tytuł: Tajemnica czwartej świecy
- Friska My Friend 1983) – polski tytuł: Kotek niespodzianka
- The Runaway, (1985) (alternatywny tytuł: The Victor) – polski tytuł: Zwycięzca
- I Needed a Neighbour (1987) (alternatywny tytuł: A Courageous Journey) – polski tytuł: Potrzebuję przyjaciela
- Twice Freed (1987)
- Where the River Begins (1987)
- Rainbow Garden (1995) – polski tytuł: Tęczowy ogród
- The Mystery of Pheasant Cottage (1995) – polski tytuł: Tajemnica Bażanciej Chatki
- Three Go Searching (1995) (alternatywny tytuł: The Secret Boat, 1982)
- Stories to Share (2000)
- Nothing Else Matters (2007) (alternatywny tytuł: If You Love Me: A Story of Forgiveness) – polski tytuł: Nic innego się nie liczy

### Inne
- Verses (1953)
- A Missionary Muses on the Creed, Pickering and Inglis (1966) (alternatywny tytuł: Life Everlasting)
- Breath of Life: The Story of the Ruanda Mission (1971)
- Would You Believe It? – You Can Grow to Know God(1983)
- Young Person's Guide to Knowing God (1983)
- Missing the Way: They Could Not Enter In (How Israel Missed God's Rest) (1999)
- Prayer Is an Adventure (2004)